# 371 v. Chr.
Portal Geschichte | Portal Biografien | Aktuelle Ereignisse | Jahreskalender | Tagesartikel

◄ |
5. Jahrhundert v. Chr. |
4. Jahrhundert v. Chr. |
3. Jahrhundert v. Chr. |
►

◄ | 390er v. Chr. | 380er v. Chr. | 370er v. Chr. | 360er v. Chr. |
350er v. Chr. |
►

◄◄ | ◄ | 374 v. Chr. | 373 v. Chr. | 372 v. Chr. | 371 v. Chr. |
370 v. Chr. |
369 v. Chr. |
368 v. Chr. |
► |
►►

## Ereignisse

### Politik und Weltgeschehen

#### Griechenland

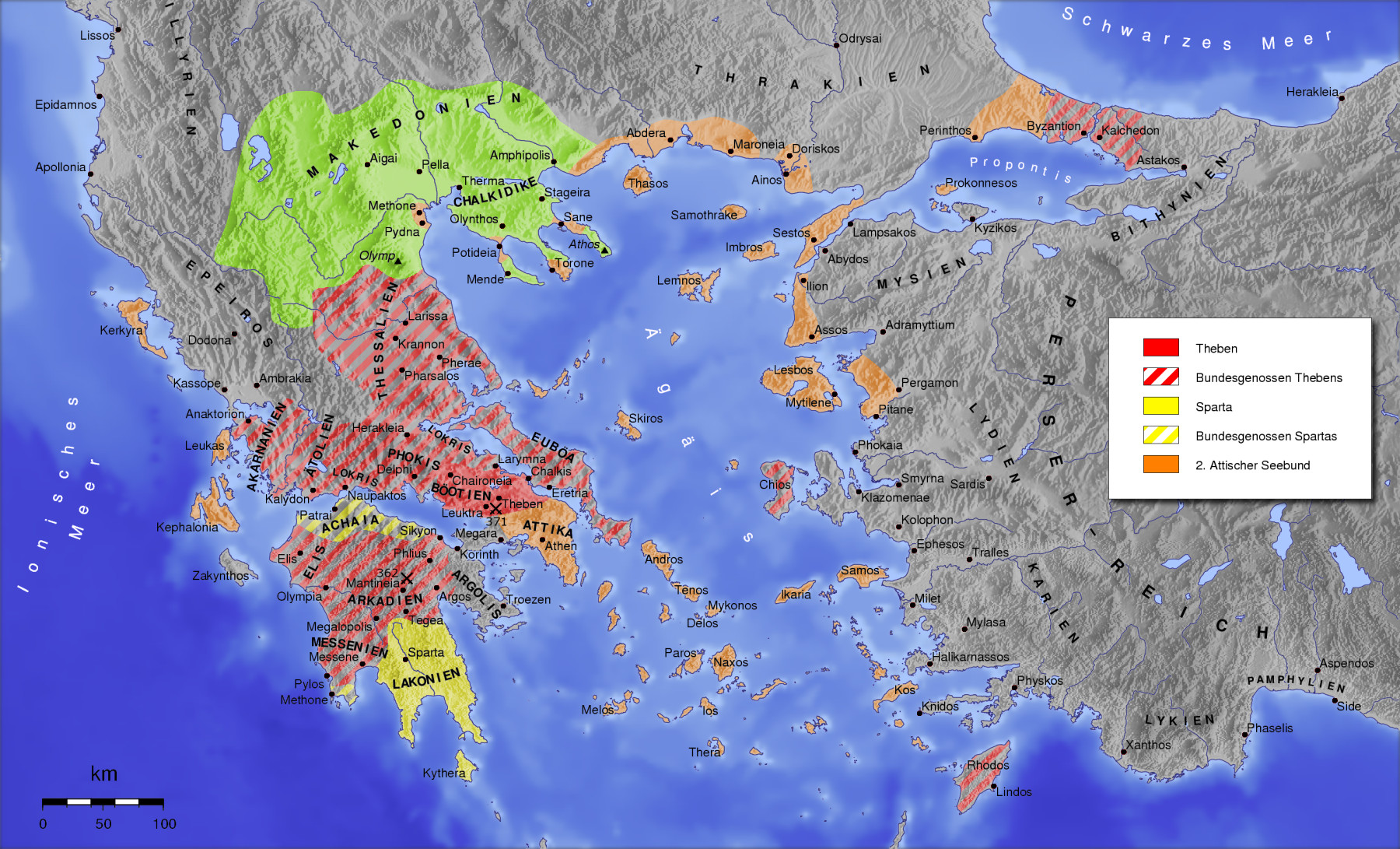
Griechenland während der Hegemonie Thebens 371-362 v. Chr.

Die Weigerung Thebens, entsprechend dem Allgemeinen Frieden von 375 v. Chr. den Böotischen Bund aufzulösen, führt am 5. Juli zur Schlacht bei Leuktra gegen die spartanische Phalanx. Der thebanische Heerführer Epaminondas führt die Böoten durch die Anwendung einer schiefen Schlachtordnung zum Sieg. Der spartanische König Kleombrotos I. wird getötet. Großen Anteil am Sieg hat auch die von Pelopidas geführte Heilige Schar. Die Schlacht bedeutet das Ende der Vorherrschaft Spartas auf dem Peloponnes und den Beginn der kurzen thebanischen Hegemonie.
- Agesipolis II. wird neuer König der spartanischen Agiaden-Dynastie.
- Epaminondas veranlasst die Gründung von Megalopolis in Arkadien, wo die Bewohner von 40 umliegenden Orten angesiedelt werden, um ein politisches Gegengewicht zu Sparta zu schaffen.

#### Asien
- Vahan folgt Bagam auf den Thron von Armenien.
- Han Wen wird neuer Markgraf des chinesischen Han-Reiches.

### Wissenschaft und Technik
Aristoteles und Ephorus beobachten einen Kometen von geschätzten 100 km Durchmesser, der in zwei Teile zerbricht. Dies könnte der Ursprung der Kreutz-Gruppe sein.
- Mondfinsternis vom 17./18. Mai 371 v. Chr.

## Geboren
- um 370 v. Chr.: Mengzi, chinesischer Philosoph († um 290 v. Chr.)

## Gestorben
- Demokrit, griechischer Philosoph (* 460 v. Chr.)
- Kallias III., athenischer Politiker und Feldherr (* um 450 v. Chr.)
- Kleombrotos I., König von Sparta